# Taulis
Taulis (em catalão:  Teulís) é uma comuna francesa na região administrativa da Occitânia, no departamento dos Pirenéus Orientais. Estende-se por uma área de 6.19 km², e possui 55 habitantes, segundo o censo de 2018, com uma densidade de 8.9 hab/km².